# Brezje (gmina Cerknica)
Brezje – wieś w Słowenii, w gminie Cerknica. W 2018 roku liczyła 26 mieszkańców.